# The Tenderfoot's Triumph
The Tenderfoot's Triumph è un cortometraggio muto del 1910 diretto da Frank Powell. 
Di genere western, il film - prodotto e distribuito dalla Biograph - aveva come interpreti principali Florence Barker e Arthur V. Johnson.

## Trama
In un campo di cowboy, tutti gli uomini fanno la corte alla bella figlia dello sceriffo che non sa chi scegliere tra loro. Ha però l'idea di metterli in competizione dicendo che offrirà la sua mano a colui che catturerà Black Pete, un ladro di cavalli su cui pende un mandato di cattura e un premio di cinquecento dollari. Tutti i cowboy entrano in agitazione e si preparano a partire alla caccia del ladro. Al campo, arriva un giovane pastore che decide di unirsi al gruppo ma non sono rimasti cavalli per lui, così si deve accontentare di un asino. I cowboy, nel frattempo, sono stati sorpresi dai banditi che, dopo averli disarmato, hanno loro sequestrato i cavalli. Sulla strada del ritorno, i cowboy incrociano il pastore sul suo asino: vedendo che è un novellino, cercano di dissuaderlo dal proseguire ma lui non ci sente da quell'orecchio. Infatti riuscirà a sorprendere i banditi, a legarli e a recuperare i cavalli. Non solo, otterrà il premio di cinquecento dollari e il cuore della bella figlia dello sceriffo.

## Produzione
Il film fu prodotto dalla Biograph Company.

## Distribuzione
Distribuito dalla Biograph Company, il film - un cortometraggio in una bobina - uscì nelle sale cinematografiche statunitensi il 21 aprile 1910. Il copyright del film, richiesto dalla casa di produzione, fu registrato il 23 aprile con il numero J140758.
Del film venne fatta una riedizione distribuita il 10 aprile 1913 dalla Moving Pictures Sales Agency.